# Міккель Деслер
Міккель Деслер (дан. Mikkel Desler, нар. 19 лютого 1995, Ассенс) — данський футболіст, півзахисник клубу МЛС «Остін».
Виступав, зокрема, за клуби «Оденсе» та «Гаугесун», олімпійську збірну Данії, а також молодіжну збірну Данії.

## Клубна кар'єра
Народився 19 лютого 1995 року в місті Ассенс. Вихованець юнацьких команд футбольних клубів «Ассенс» та «Оденсе».
У дорослому футболі дебютував 2014 року виступами за команду клубу «Оденсе», кольори якого захищав до 2019 року.
19 березня 2019 року Міккель перейшов до норвезького клубу «Гаугесун».
Влітку 2021 року данець перейшов до французької команди «Тулуза», кольори якого захищає донині. У сезоні 2021–22 разом з клубом став переможцем Ліги 2.

## Виступи за збірні
2011 року дебютував у складі юнацької збірної Данії, взяв участь у 14 іграх на юнацькому рівні, відзначившись одним забитим голом.
2014 року залучався до складу молодіжної збірної Данії. На молодіжному рівні зіграв у 10 офіційних матчах.
2016 року в складі олімпійської збірної Данії брав участь в футбольному Олімпійському турнірі на літніх Олімпійських іграх 2016.

## Титули і досягнення
- Володар Кубка Франції: 2022-23